# Heart of Stone (пісня)
«Heart of Stone» — пісня, написана Енді Хіллом та Пітом Сінфілдом для британського гурту «Bucks Fizz» у 1988 році. Пісня була записана гуртом на студії «Abbey Road» у Лондоні. Наступного року американська співачка також Шер записала пісню як головний трек її студійного альбому «Heart of Stone».

## Версія «Bucks Fizz»
«Heart of Stone» спочатку була записана британським поп-гуртом «Bucks Fizz» і випущена як сингл у 1988 році. Це був 20-й сингл гурту та їх останній сингл, що потрапив у чарти, досягнувши 50-го місця у UK Singles Chart у листопаді 1988 року. Сингл супроводжувався рекламним відео гурту, що виконував пісню всередині та зовні заміського особняка. Особняк належав Робіну Гіббу з гурту «Bee Gees», який стверджував, що в його будинку мешкає примара садівника, якому подобається розігрувати родину Гіббів. Існує інформація, як відсилання до цього, на деяких кадрах зйомок будинку, був раптово помічений садівник.
Незабаром після цього гурт випустив альбом найкращих хітів «The Story so Far», у якому «Heart of Stone» була єдиним новим треком (скорочений варіант мав 3:58 хвилин). «Bucks Fizz» записали й кілька інших пісень цього часу, але через низькі показники синглу в чартах, вони так і не випускалися до тих пір, поки вони не були включені для збірки невиданих пісень гурту «The Lost Masters» у 2006 році. Згодом, учасниця гурту Шеріл Бейкер записала головний вокал для треку, що також увійшов до збірки «The Lost Masters». Журналіст Марк Фріт назвав пісню «зухвалою класикою поп-музики».

### Трек-лист
7-дюймовий LP сингл
1. «Heart of Stone» (4.22)
2. «Here's Looking at You» (5.49)

12-дюймовий LP сингл
1. «Heart of Stone» (4.29)
2. «Here's Looking at You» (5.49)
3. «My Camera Never Lies» (3.43)

## Версія Шер
Також «Heart of Stone» ставла четвертим північноамериканським та третім європейським синглом американської співачки та акторки Шер до її 19-го студійного альбому «Heart of Stone» 1989 року. Музичне відео до пісні показує Шер у темній кімнаті, де, позаду неї, на екрані, що на стіні, демонструються старі відео. Його було знято в перший тиждень 1990 року. Відео увійшло до топ-20 чарту найкращих у США і майже не потрапило до топ-40 у Великій Британії.

### Оцінки критиків
Білл Коулман із «Billboard» написав: «Улюблений трек із поточного платинового опусу діви — це акустичний рокер, якому судилося повторити 10 найкращих успіхів своїх попередників». Марк Міллан із «Daily Vault» заявив, що «Heart of Stone» залишається одним із «найкращих моментів Шер на сьогоднішній день». Він додав: «Текст трохи збиває з пантелику, тому що це наполовину соціальний коментар, наполовину автобіографічний, але це чудова душевна поп-пісня».

### Живі виступи
Шер виконувала пісню у наступних концертних турах:
- Heart of Stone Tour (під час деяких дат)
- Do You Believe? Tour (виключено із сет-листу туру після перших кількох концертів)
- The Farewell Tour (виконувалася під час першого та другого етапу туру й на двух останніх концертах)
- Dressed to Kill Tour (під час деяких виступів)

### Трек-лист
- Американський 7-дюймовий LP сингл

1. «Heart of Stone» (Heartbeat version — faded) — 4:01
2. «All Because of You» — 3:29

- Американський касетний сингл

1. «Heart of Stone» (CHR version) — 3:50
2. «All Because of You» — 3:29

- Європейський 7-дюймовий LP та касетний сингл

1. «Heart of Stone» (remix) — 4:16
2. «All Because of You» — 3:30

- Європейський 12-дюймовий LP і CD сингл

1. «Heart of Stone» (remix) — 4:16
2. «All Because of You» — 3:30
3. «Working Girl» — 3:57

### Учасники запису
- Ударні: Карлос Вега
- Перкусія: Майкл Фішер
- Бас: Леланд Склар
- Гітари: Ведді Вочтел, Майк Ландау, Ендрю Голд
- Клавішні: Роббі Б'юкенен, Джон Гілутін

### Чарти
| Чарт (1990)                          | Позиція |
| ------------------------------------ | ------- |
| Австралія (ARIA)                     | 70      |
| Canada Top Singles (RPM)             | 26      |
| Canada Adult Contemporary (RPM)      | 31      |
| Ірландія (IRMA)                      | 24      |
| Велика Британія (UK Singles Chart)   | 43      |
| США (Billboard Hot 100)              | 20      |
| США (Adult Contemporary) (Billboard) | 30      |
| США (Cash Box Top 100)               | 19      |

### Історія релізу
| Регіон          | Дата            | Формат(и)                     | Лейбл(и) | Ref.   |
| --------------- | --------------- | ----------------------------- | -------- | ------ |
| США             | 23 січня 1990   | 7-дюймовий LP, касета         | Geffen   |        |
| Велика Британія | 26 березня 1990 | 7- 12-дюймовий LP, CD, касета | Geffen   | [ 16 ] |